# اندیس فریز هند
فریز هند یک اندیس مصالح ساختمانی است که در حوالی شهر نطنز استان اصفهان قرار دارد و مادهٔ معدنی موجود در آن، گرانیت است.